# 3574 Rudaux
A 3574 Rudaux (ideiglenes jelöléssel 1982 TQ) a Naprendszer kisbolygóövében található aszteroida. Edward L. G. Bowell fedezte fel 1982. október 13-án.